# Reseda phyteuma
Reseda phyteuma — вид квіткових рослин з родини резедових (Resedaceae). Ареал: Європа (Албанія, Австрія, Чехія, Словаччина, Франція (у т. ч. Корсика), Греція, Угорщина, Італія, Польща, Португалія (у т. ч. Мадейра), Румунія, Іспанія (у т. ч. Балеарські острови), Швейцарія, Боснія і Герцеговина, Хорватія, Чорногорія, Північна Македонія, Сербія, Словенія), Північна Африка (Алжир, Єгипет, Лівія, Марокко, Туніс), Західна Азія (Вірменія, Азербайджан, Туреччина).

## Екологія
Росте на кам'янистих схилах, полях і пасовищах, на насипах, у старих виноградниках, у низинах до пагорбів.

## Біоморфологічна характеристика
Це однорічна або дворічна трав'яниста рослина, 10–20(30) см заввишки, стебло від лежаче до висхідного, здебільшого розгалужене, але також нерозгалужене, листки цільні або з 1(2) сегментами з кожного боку, від ланцетних до вузькооберненояйцюватих, нижні черешкові, верхні сидячі. Квітки в нещільній китиці 4–8 см завдовжки, з 6 чашолистків і віночкових пелюсток; пелюстки білі; тичинок 15–20, пиляки жовті. Плід — вузькооберненояйцювата коробочка, 3-гранна, з 3 ріжками на верхівці. Цвіте з квітня по вересень.